# Chalandrítsa
Chalandrítsa är en kommunhuvudort i Grekland.   Den ligger i prefekturen Nomós Achaḯas och regionen Västra Grekland, i den centrala delen av landet, 170 km väster om huvudstaden Aten. Chalandrítsa ligger 584 meter över havet och antalet invånare är 949.
Terrängen runt Chalandrítsa är varierad. Runt Chalandrítsa är det glesbefolkat, med 20 invånare per kvadratkilometer. Närmaste större samhälle är Patras, 14,8 km norr om Chalandrítsa. 